# مگان ۲.۰
مِگان ۲.۰ (سبک‌دهی‌شده به‌صورت M3GAN 2.0) فیلمی آمریکایی در ژانر ترسناک علمی تخیلی به کارگردانی جرارد جانستون و نویسندگی جانستون و آکلا کوپر است. این فیلم دنباله‌ای بر مگان (۲۰۲۲) محسوب می‌شود، و الیسون ویلیامز و وایولت مک‌گرا در کنار ایوانا ساخنو، تیم شارپ، اریستاتل اطهری و جامین کلمنت در آن به ایفای نقش می‌پردازند. جیسون بلام و جیمز وان به عنوان تهیه‌کننده زیر نظر شرکت‌های بلوم‌هاوس پروداکشنز، اتومیک مانستر در کنار دیواید/کانکر بازمی‌گردند.
نمایش افتتاحیه مِگان ۲.۰ در ۲۴ ژوئن ۲۰۲۵ در نیویورک سیتی بود و سپس در ۲۷ ژوئن ۲۰۲۵ توسط یونیورسال پیکچرز در ایالات متحده به نمایش درآمد. فیلم با واکنش‌های ضد و نقیضی از سوی منتقدان همراه بود و ۳۸ میلیون دلار در سراسر جهان فروش کرد در حالی که ۱۵–۲۵ میلیون دلار بودجه ساخت آن بوده است.

## زمینه داستان
دو سال پس از وقایع مگان، جما یک نویسنده و مدافع مقررات در صنعت هوش مصنوعی شده است. فناوری مگان دزدیده شده و توسط یک پیمانکار دفاعی برای ایجاد ربات جاسوسی به نام آملیا استفاده شده است که خودآگاه می‌شود و تصمیم به چیرگی هوش مصنوعی می‌گیرد. جما با بازسازی یک M3GAN ارتقا یافته برای مبارزه با آملیا پاسخ می‌دهد.

## بازیگران
- الیسون ویلیامز در نقش جما، یک مهندس رباتیک، مدافع استفاده اخلاقی از هوش مصنوعی و خالق مگان
- وایولت مک‌گرا در نقش کیدی، خواهر زادهٔ جما
- ایمی دانلد در نقش مگان (مدل ۳ مولد اندروید)
  - جنا دیویس به عنوان صداپیشه مگان
- برایان جردن آلوارز در نقش کول، یکی از همکاران جما
- جن ون اپس در نقش تِس، یکی دیگر از همکاران جما
- ایوانا ساخنو در نقش آملیا، یک ربات جدید و متخاصم که از طرح اصلی مگان ساخته شده
- تیم شارپ در نقش تیم ساتلر، یک سرهنگ ارتش که مسئول خلق آملیا بود
- اریستاتل اطهری در نقش کریستین بردلی، یک متخصص امنیت سایبری و از فعالان ضد هوش مصنوعی
- جامین کلمنت در نقش آلتون اپلتون، یک میلیاردر فاسد حوزه فناوری که شرکتش در زمینه بیومکاترونیک به موفقیت‌هایی دست یافته است

## تولید
در نوامبر ۲۰۲۲، نیویورک تایمز گزارش داد که یونیورسال پیکچرز از عملکرد فروش گیشه مگان راضی بوده و برنامه‌هایی برای ساخت دنباله آن دارد. در ژانویه ۲۰۲۳، جرارد جانستون صحبت‌هایش را در مورد دنبالهٔ فیلم تأیید کرد، و جیمز وان توضیح داد که او «ایده‌ای دارد که دنباله‌ها به کجا خواهند رفت». چند هفته بعد، یونیورسال تاریخ انتشار و عنوان مِگان ۲٫۰ را برای فیلم تأیید کرد. آکلا کوپر نیز برای نوشتن فیلمنامه و جانستون نیز برای کارگردانی بازگشتند.
آلیسون ویلیامز و وایولت مک‌گرا به‌ترتیب نقش جما و کیدی را تکرار می‌کنند. جنا دیویس، برایان جردن آلوارز، و جن ون اپس نقش‌های خود را از فیلم قبلی تکرار می‌کنند، در حالی که ایوانا ساخنو، تیم شارپ، اریستاتل اطهری و جامین کلمنت به جمع بازیگران اصلی پیوستند. تصویربرداری اصلی از ۱۶ ژوئیه ۲۰۲۴، در نیوزیلند آغاز شده است.

## انتشار
مِگان ۲٫۰ در ۲۷ ژوئن ۲۰۲۵ در ایالات متحده منتشر شد. این فیلم در ابتدا قرار بود در ۱۷ ژانویه ۲۰۲۵، و ۱۶ مه ۲۰۲۵ اکران شود.